# Frédéric Pajak

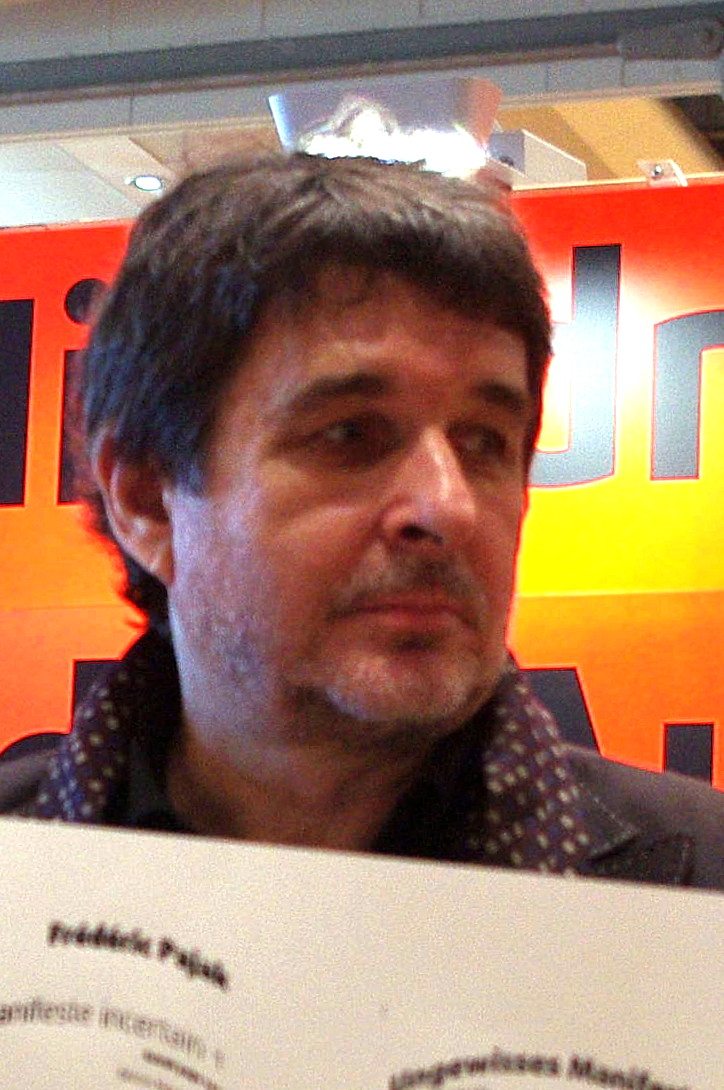
Frédéric Pajak (2017)

Frédéric Pajak (Suresnes, 1955) es un dibujante, escritor y editor franco-suizo.

## Trayectoria
Desde 2002 dirige Les Cahiers dessinés y a fecha de 2016 era autor de veinticuatro libros publicados internacionalmente. Con La inmensa soledad, una biografía de Friedrich Nietzsche y Cesare Pavese situada en Turín (Síntesis, 2000 / Errata Naturae, 2015) inició un nuevo género, el ensayo gráfico, y su calidad y originalidad le valieron el Premio Michel-Dentan, uno de los mayores reconocimientos literarios suizo. Desde 2012 publica anualmente un volumen de Manifeste incertain (Les Éditions Noir sur Blanc), una obra a medio camino entre la biografía, la autobiografía, el ensayo y la poesía, por la que recibió en 2014 el Premio Médicis de ensayo, la primera vez que se concede el galardón a una obra gráfica.
En 2015 asumió el comisariado de la exposición «Les Cahiers dessinés» en la Halle Saint Pierre de París y en 2018 presentó otra exposición, «Dessins politiques, dessins poétiques». Pajak es autor de un mediometraje, En souvenir du monde, y prepara dos películas para Arte: Aubrun, l’absolue peinture y L’Art du dessin.